# Exophiala heteromorpha
Exophiala heteromorpha är en svampart som först beskrevs av John Axel Nannfeldt, och fick sitt nu gällande namn av de Hoog & Haase 2003. Exophiala heteromorpha ingår i släktet Exophiala och familjen Herpotrichiellaceae.   Inga underarter finns listade i Catalogue of Life.